# Theater am Alsergrund

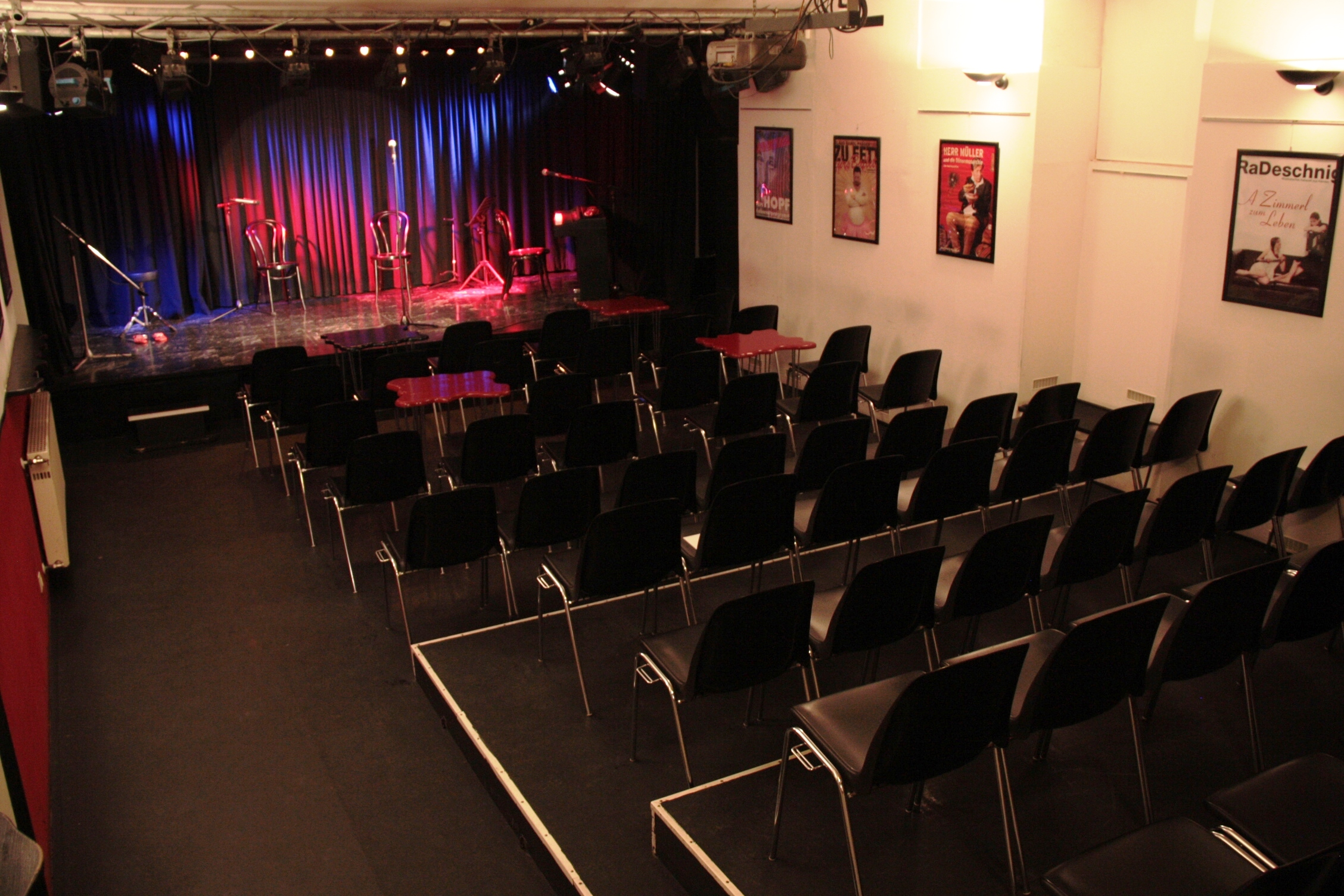
Theater am Alsergrund, Zuschauerraum und Bühne, 2016.

Das Theater am Alsergrund ist eine Kabarett- und Veranstaltungsbühne im 9. Wiener Gemeindebezirk Alsergrund, die von Andreas Hutter (1961–2010) gegründet wurde und am 7. Oktober 1995 erstmals ihren Betrieb in einem von Hutter in Eigenregie umgebauten Kohlenkeller aufnahm. Das Theater wird als Verein geführt und bietet 68 Personen Platz.
Das Theater am Alsergrund hat sich vor allem als Startrampe für Jungkabarettisten und Jungschauspieler etabliert, die unter professionellen Bedingungen ihr Programm dem Publikum und den Medien präsentieren wollen. Österreichische Kabarettisten wie Werner Brix, Mike Supancic, Pepi Hopf, Thomas Stipsits oder Klaus Eckel starteten in diesem Theater ihre Karriere. Während der Spielsaison findet für Jungkabarettisten regelmäßig jedes zweite Monat die Open House – Play & Win-Veranstaltung statt, bei der das Publikum aus bis zu acht Teilnehmern einen Tagessieger ermittelt.
Wie viele Kleinbühnen in Wien ist auch das Theater am Alsergrund stark von Subventionen abhängig. Im Jahr 2009 wurde etwa die Förderung der Stadt Wien nicht rechtzeitig überwiesen und brachte das Theater in finanzielle Bedrängnis. Etablierte Künstler, wie Josef Hader, Erwin Steinhauer, Michael Niavarani und Viktor Gernot unterstützten die Bühne mit Benefiz-Veranstaltungen. In den letzten Jahren hat sich das Theater jedoch konsolidiert und wird neben dem normalen Spielbetrieb regelmäßig für Vorpremieren, Premieren und Dernièren, auch etablierter Künstler, gebucht.

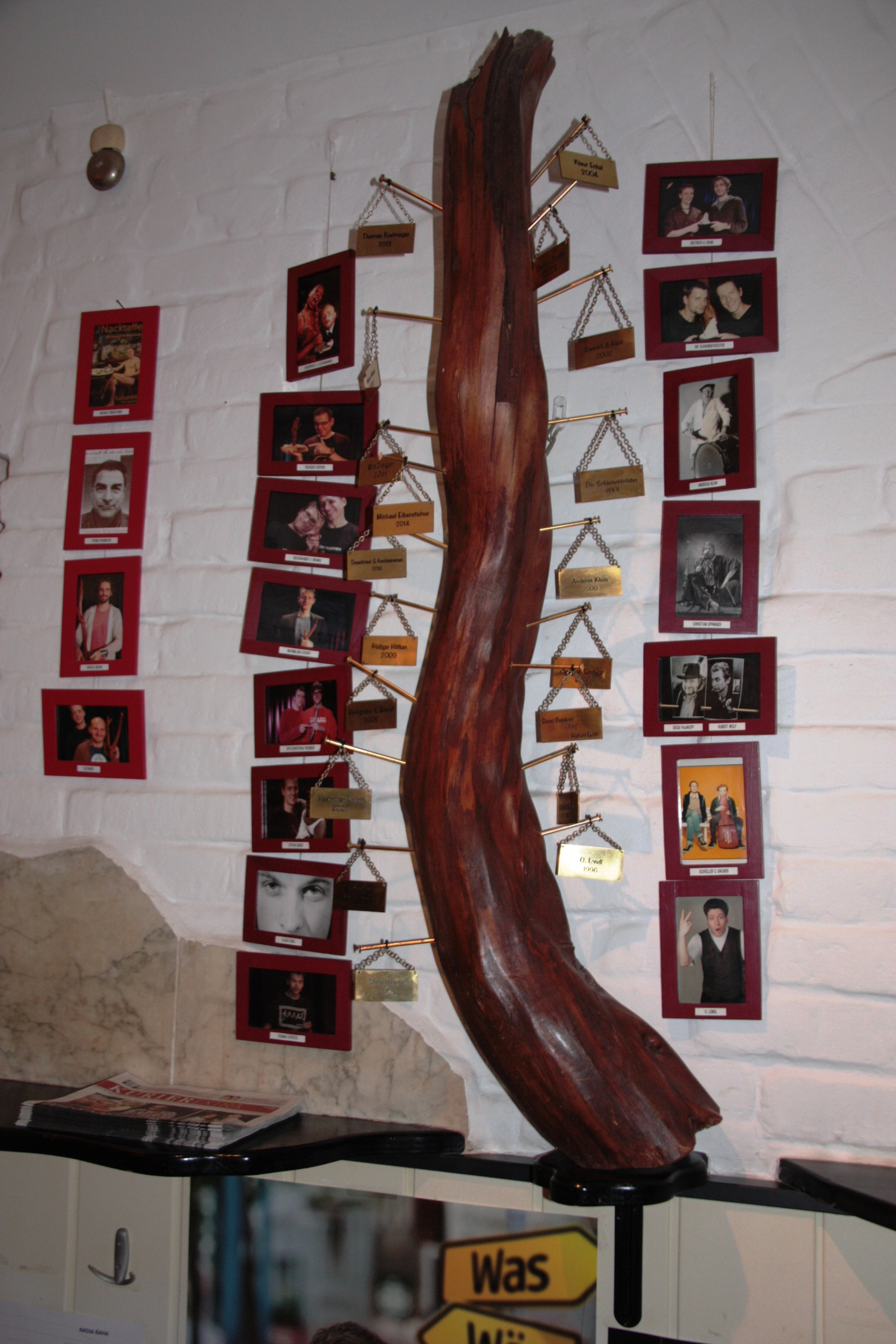
Goldener Kleinkunstnagel, Nagelbaum, 2016.

Seit 1996 veranstaltet das Theater am Alsergrund den Kabarett- und Kleinkunstwettbewerb Goldener Kleinkunstnagel, der ebenfalls von Andreas Hutter gegründet wurde.
Die Leitung des Theaters lag seit der Gründung in den Händen von Andreas Hutter (ab 2003 gemeinsam mit seiner Frau Cornelia). Nach dem Tod von Andreas Hutter übernahmen 2010 das Kabarettduo Buchgraber & Brandl (Martin Buchgraber und Joachim Brandl) und seit 2011 wieder Cornelia Hutter (seit 2014 mit Michael Auernigg verheiratet) die Leitung des Theaters. Cornelia Auernigg führt das Theater im Sinne von Andreas Hutter weiter und behält das Konzept der Newcomer-Förderung im Spielbetrieb des Theaters und im Zuge des Wettbewerbs Goldener Kleinkunstnagel bei.